# Tchad ved sommer-OL 2024
Tchad deltog i sommer-OL 2024 i Paris, Frankrig i perioden 26. juli til 11. august 2024.
Troppen bestod af tre udøvere: en bueskytte, en atletikudøver og en judoka. Israel Madaye og Demos Memneloum var fanebærere for Tchad ved åbningsceremonien.

## Medaljer
| 2024 Paris | Guld | Sølv | Bronze | Total |
| Tchad      |      |      |        |       |

### Medaljevinderne
| Tchad under sommer-OL 2024 i Paris | Tchad under sommer-OL 2024 i Paris | Tchad under sommer-OL 2024 i Paris | Tchad under sommer-OL 2024 i Paris | Tchad under sommer-OL 2024 i Paris |
| Medalje                            | Navn                               | Sport                              | Event                              | Dato                               |
| ---------------------------------- | ---------------------------------- | ---------------------------------- | ---------------------------------- | ---------------------------------- |
| -                                  | -                                  | -                                  | -                                  | -                                  |